# New River Gorge Bridge

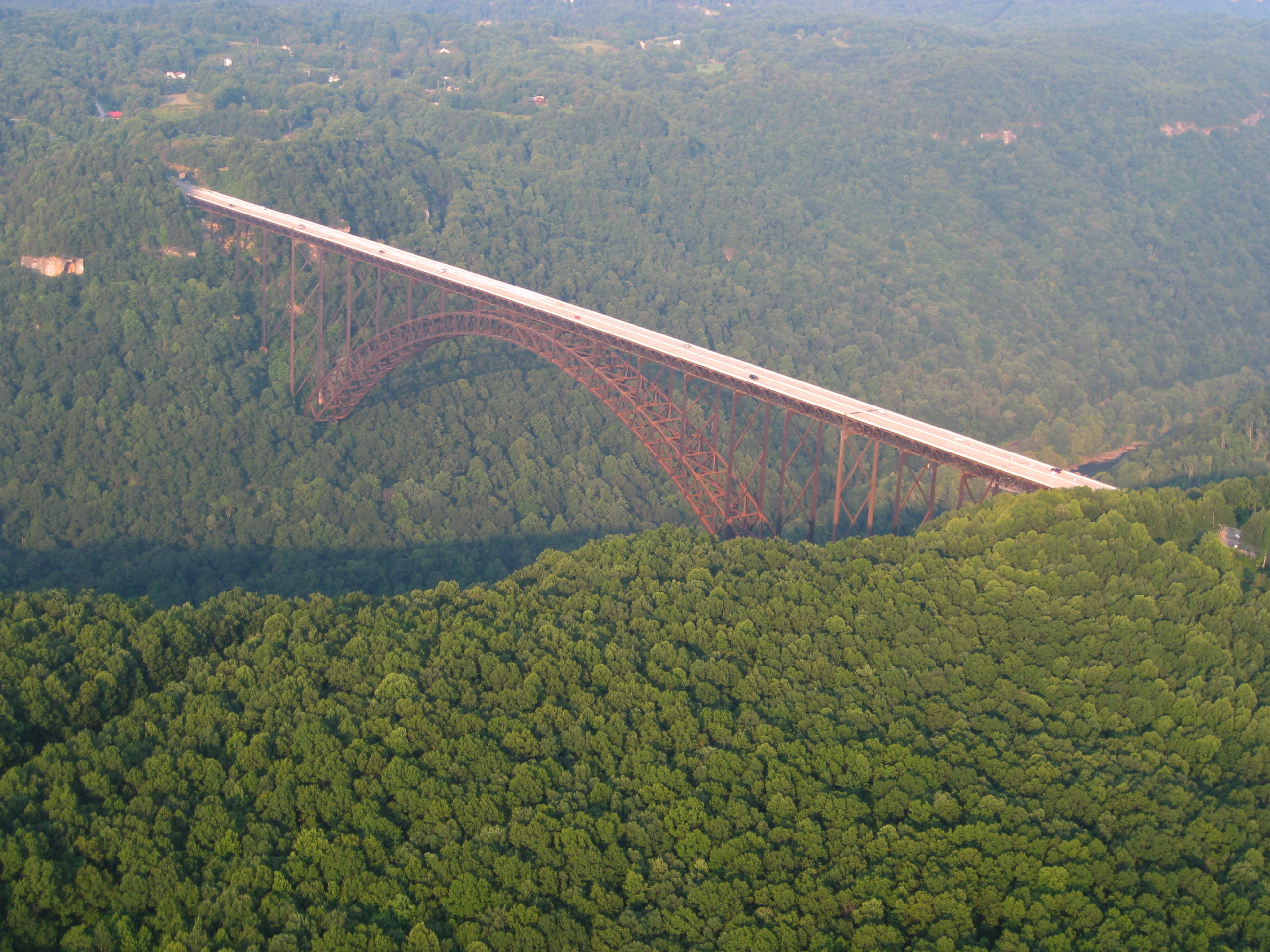
Vista aerea del ponte

Il New River Gorge Bridge è il ponte ad arco in acciaio lungo 924 metri lungo la New River Gorge vicino a Fayetteville, nella Virginia occidentale, nelle montagne appalachiane degli Stati Uniti orientali. 

## Descrizione
Con un arco lungo 518 m, il New River Gorge Bridge è stato per molti anni il ponte ad arco a campata più lunga del mondo;  ora è il quarto più lungo. Il ponte è attraversato da una media di 16 200 veicoli al giorno.
Il ponte si trova a 267 m sopra il New River. Il New River Gorge Bridge è uno dei ponti veicolari più alti del mondo ed è attualmente il terzo più alto degli Stati Uniti. Nel 2005, la Zecca degli Stati Uniti ha emesso una moneta commemorativa del valore di 25 centesimi di dollaro 
con il ponte raffigurato su di una faccia, nell'ambito del 50 State Quarters. Nel 2013 il ponte è stato inserito nel registro nazionale dei luoghi storici.